# 劉岱 (兗州刺史)
劉岱（2世紀—192年），字公山，東漢東萊郡牟平縣（今山東省煙台市福山區西北）人。他是西漢齊孝王劉將閭之子牟平共侯刘渫的后代，山陽太守劉輿（又名劉方）的兒子，揚州牧劉繇之兄。

## 生平
劉岱的伯父劉寵曾經擔任過東漢的太尉，劉岱本人則在漢朝歷任侍中、侍御史、兗州刺史。
中平二年（185年），中常侍张让、赵忠说服汉灵帝收天下田花大钱修宫殿，铸就铜人，樂安太守陆康上表劝阻，激怒灵帝。灵帝欲治陆康大不敬之罪，幸好当时担任侍御史的劉岱上表解释才使得陆康逃过杀身之祸。后董卓掌政，听从伍琼、周毖之言以刘岱为兖州刺史。
初平元年（190年）春正月，劉岱依從袁紹、曹操起兵反對董卓，加入討伐董卓之戰。後來劉岱與東郡太守橋瑁不和，最終劉岱殺了橋瑁，改任王肱為東郡太守。
劉岱又與袁紹、公孫瓚和親，袁紹讓自己的家眷居住在劉岱的居所，公孫瓚也派部下的從事范方率軍協助劉岱。此後袁紹與公孫瓚有了矛盾，公孫瓚在擊破袁紹軍後便讓劉岱與袁紹斷絕來往，又對范方說：「假如劉岱不把袁紹的家眷趕走的話，你就率軍回來。等我滅了袁紹，就要攻打劉岱了。」劉岱為此連日不能決斷，他的別駕王彧告訴劉岱不如去詢問程昱。於是劉岱召見了程昱，向他詢問計策，程昱勸說劉岱不如幫助袁紹，劉岱聽從了他的計策，果然不久之後公孫瓚就被袁紹打敗了。
初平三年（192年），青州的百萬黃巾軍入侵了兗州，轉入東平縣。劉岱想要攻打黃巾軍，鮑信卻勸他最好固守。劉岱不聽鮑信的勸告，與黃巾軍交戰，兵敗被殺。

## 部下
- 王彧，劉岱別駕，在劉岱不知選擇幫助袁紹還是公孫瓚時，王彧告訴劉岱應去詢問程昱意見。
- 王肱，劉岱任命的東郡太守，取代被劉岱所殺的橋瑁位置。
- 万潜，劉岱州吏。劉岱不聽鮑信勸阻迎戰青州黃巾，不敵戰死，於是鮑信与万潜等往东郡迎曹操为兖州牧。
- 鄭遂，任城相。青州黄巾众百万入兖州，杀任城相郑遂，转入东平。
- 鮑信，濟北相。勸劉岱不應輕率出戰青州黃巾，劉岱不從，戰死。
  - 于禁，鮑信部將，何進命鮑信到泰山招募討黃巾將士時加入。
- 薛蘭，兗州別駕，劉岱死後聽從陳宮的遊說，擁立曹操為兗州牧。
- 李封，兗州治中，最初在劉岱死後，與薛蘭一起迎接曹操為兗州牧。後來又跟隨陳宮背叛曹操，迎接呂布入主兗州。

## 影視形象
- 1994年电视剧《三国演义》：霍尔查饰劉岱
- 2010年电视剧《三国》：徐萧饰劉岱

## 評價
- 陶丘洪：「若明使君用公山于前，擢正礼于后，所谓御二龙于长涂，骋骐骥于千里，不亦可乎?」
- 《续汉书》：「岱、繇皆有隽才。」
- 《英雄记》：「岱孝悌仁恕，以虚己受人。」

## 延伸阅读
[在维基数据编辑]
 《三國志/卷49》，出自陳壽《三國志》